# Christophe Woehrle
Christophe Woehrle, né le 11 août 1969 à Mulhouse, est un historien français, universitaire en Allemagne qui a soutenu sa thèse de doctorat en juin 2019 à l'Université de Bamberg sur les prisonniers de guerre.

## Biographie
Lors de ses études universitaires, élève du Professeur Dornheim (de), il étudie la captivité des prisonniers de guerre des conflits contemporains, il initie le premier Stolpersteine pour un prisonnier de guerre français posé en Allemagne et initie les premières poses en Alsace, à Muttersholtz et Herrlisheim-près-Colmar. Ses recherches portent également sur les victimes du nazisme pour qui il fait poser des pavés de mémoire.
Il est également l'auteur de nombreuses monographies et ouvrages sur l'histoire des mammifères et des oiseaux en Alsace.
En 2018, il est conseiller scientifique de l'émission Retour aux Sources avec l'acteur Franck Dubosc et intervient dans le documentaire pour guider l'acteur sur les traces de son grand-père, prisonnier de guerre de la Seconde Guerre mondiale.
En 2019, Le Souvenir français lui suggère de travailler sur l'évacuation des Alsaciens en Dordogne, sujet qui fera l'objet d'un ouvrage primé. Un spectacle de théâtre d’ombres a été créé, basé sur l'ouvrage qui évoque l’évacuation des Hospices civils de Strasbourg vers Clairvivre en 1939.
Il travaille sur le destin des prisonniers de guerre roumains, lors de la Première Guerre mondiale. Il fait des recherches en France, sur l'organisation de l'appareil nazi d'occupation, pour ses pairs étrangers. Spécialiste de paléographie allemande, il est sollicité pour participer à des travaux universitaires, en enseigne cette discipline à l'European Academy of Genealogy

## Publications

### Ouvrages
- Il était une fois le lynx : histoire du lynx des origines à nos jours, Strasbourg, Éditions Elof, 2011, 78 pages. (BNF 42581487), (présentation en ligne).
- Boires et déboires du grand hamster : histoire du grand hamster du 13e siècle à nos jours, Strasbourg, Éditions Elof, 2011, 68 pages. (BNF 42581494), (présentation en ligne).
- La loutre au fil de l'eau : histoire de la loutre du 13e siècle à nos jours, Strasbourg, Éditions Elof, 2011, 80 pages (BNF 42581499), (présentation en ligne).
- Le fabuleux bestiaire d'Alsace : Les oiseaux, Illfurth, Éditions St-Brice, 2011, 124 pages  (ISBN 978-2-918854-02-9), (présentation en ligne).
- Litténature : des animaux & des mots, d'après Jean de La Fontaine, Strasbourg, Éditions Elof, 2013, 78 pages (BNF 43757780), (lire en ligne).
- Prisonniers de guerre français dans l'Industrie du Reich - 1940-1945, Beaumont-du-Périgord, Éditions Secrets de Pays, 2019, 335 pages  (ISBN 978-2-9560781-8-0), (présentation en ligne).
- La Cité Silencieuse, Strasbourg-Clairvivre, 1939-1945, Beaumont-du-Périgord, Éditions Secrets de Pays, 2019, 254 pages  (ISBN 978-2-9560781-4-2), (présentation en ligne).

### Contributions
- Antoine André, Christelle Brand, Fabrice Capber, L'atlas de répartition des mammifères d'Alsace, Strasbourg, GEPMA, 2014, 700 pages  (ISBN 9782363290410), (présentation en ligne).
- Fl. Houssier, D. Bonnichon, A. Blanc et X. Vlachopoulou, Cartes postales, notes & lettres de Sigmund Freud à Paul Federn (1905-1938), Paris, Éditions Ithaque, 2018, 212 pages  (ISBN 978-2-916120-87-4), (présentation en ligne).
- Christophe Woehrle (dir.), Stolpersteine : présence juive en Alsace, devoir de mémoire : actes du colloque, Muttersholtz, Herrlisheim-près-Colmar, 30 avril-1er mai 2019, Beaumont-du-Périgord, Éditions Secrets de pays, 2020, 159 p.  (ISBN 978-2-491344-02-3), (présentation en ligne).

### Articles
- French prisoners of war used in war production in the Third Reich (1940-1945), In : Guerres mondiales et conflits contemporains, vol. 270, no 2, 2018, pp. 121-142 (présentation en ligne).
- From captivity to forced labor? The case of Jewish prisoners of war, In : Guerres mondiales et conflits contemporains, vol. 274, no 2, 2019, pp. 59-73 (présentation en ligne).
- În cautarea eroilor români care au murit în Alsacia, In : Historia, 2020 (lire en ligne).
- Au fost identificați toți cei 1.287 de soldați români îngropați în Alsacia, In : Flux 24, 2020 (lire en ligne).
- Freud consultant. Une lecture de la correspondance entre Freud et Federn, In : HAL, vol. 79, no 4, 2015 (présentation en ligne).
- Prisonniers de guerre coloniaux dans le Toulois et en Meurthe-et-Moselle lors de la Seconde Guerre mondiale (1940-1945), In : Études Touloises, no 161, 2017, pp.35-34 (lire en ligne).
- 13 juillet 1940 : les nazis expulsent les Juifs d’Alsace, In : Hebdi, 17 juillet 2020, (lire en ligne).

### Préfaces
- Loïc Pinçon-Desaize, La vie des prisonniers de guerre en Bohême, 1940-1945 : l'histoire du Stalag IV C et de ses Kommando ; préface de M. Christophe Woehrle, Condé-en-Normandie, Éditions Laurent Guillet, 2019, 264 pages  (ISBN 978-2-918588-08-5), (présentation en ligne).

### Recensions
- Des hommes, des prisons et des camps, Jacky Tronel
- Prisonniers de guerre…de Christophe Woehrle, L'univers de Céline

## Distinctions

### Décoration
- Chevalier de l'ordre des Arts et des Lettres[24]

### Récompenses
- Ses travaux ont été primés par l'Académie des sciences, lettres et arts d'Alsace, lui décernant le Prix de la Décapole 2020[25].
- La Société Française d'Histoire des Hôpitaux lui décerne, en 2020, la Médaille d'Or[26].